# Boris Becker

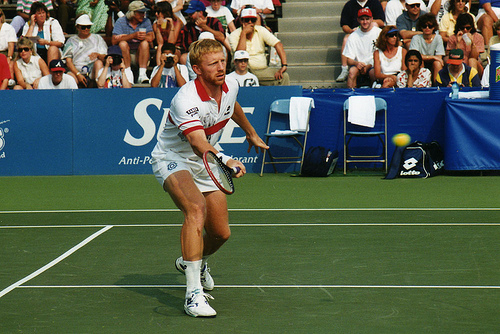
Becker in 1994

Boris Franz Becker (Leimen, 22 november 1967) is een Duits voormalig professioneel tennisspeler. In de jaren tachtig won hij drie keer Wimbledon.

## Biografie
Boris Becker werd geboren in Leimen, een kleine stad dicht bij Heidelberg.
Hij won Wimbledon voor het eerst op zijn zeventiende in 1985. Hij was tot dan toe de jongste winnaar. Dat eerste Wimbledontoernooi bezorgde hem ook de bijnaam Boem, Boem, Becker, vanwege zijn voor die tijd ongekend harde opslag. Hij was daarmee in feite de voorloper van het zogenaamde powertennis, dat aan het eind van de 20e eeuw het traditionele serve-volley spel vrijwel verdrong. In 2003 trad Becker toe tot de International Tennis Hall of Fame. Tegenwoordig is Becker veelvuldig actief als commentator bij tennistoernooien voor de BBC. Becker was van 2013 tot december 2016 hoofdcoach van Novak Djokovic.

## Privéleven
Op 17 december 1993 trouwde Becker met fotomodel Barbara Feltus. Becker kreeg samen met haar twee zonen in 1994 en 1999. Het huwelijk werd op 15 januari 2001 ontbonden nadat Becker in het nieuws kwam vanwege de zogenoemde "bezemkast-affaire", waardoor Angela Ermakowa zwanger raakte en een dochter kreeg in 2000.
Becker was in 2008 kortstondig verloofd met Alessandra Meyer-Wölden, een dochter van zijn vroegere manager Axel Meyer-Wölden. Op 12 juni 2009 trouwde Becker met het Nederlandse model Sharlely "Lilly" Kerssenberg. Met haar kreeg hij in 2010 nog een zoon. Ze scheidden in 2018.
Hij trouwde in 2024 voor een derde keer, nu met Lilian de Carvalho Monteiro.

## Faillissement
In juni 2017 verklaarde een rechtbank in Londen Becker failliet. In april 2022 werd hij veroordeeld tot tweeënhalf jaar gevangenisstraf voor het achterhouden van 2,5 miljoen euro voor zijn curator na zijn faillissement in 2017.
Na acht maanden gevangenisstraf werd Becker vrijgelaten. Hij is in het Verenigd Koninkrijk, waar hij sinds 2012 woonde, niet meer welkom; hij is het land uitgezet.

## Grand Slam-finales (enkelspel)

### Gewonnen (6)
| Jaar | Kampioenschap       | Tegenstander  | Score              |
| 1985 | Wimbledon           | Kevin Curren  | 6-3, 6-7, 7-6, 6-4 |
| 1986 | Wimbledon (2)       | Ivan Lendl    | 6-4, 6-3, 7-5      |
| 1989 | Wimbledon (3)       | Stefan Edberg | 6-0, 7-6, 6-4      |
| 1989 | U.S. Open           | Ivan Lendl    | 7-6, 1-6, 6-3, 7-6 |
| 1991 | Australian Open     | Ivan Lendl    | 1-6, 6-4, 6-4, 6-4 |
| 1996 | Australian Open (2) | Michael Chang | 6-2, 6-4, 2-6, 6-2 |

### Runner-ups (4)
| Jaar | Kampioenschap | Tegenstander  | Score                   |
| 1988 | Wimbledon     | Stefan Edberg | 6-4, 6-7, 4-6, 2-6      |
| 1990 | Wimbledon     | Stefan Edberg | 2-6, 2-6, 6-3, 6-3, 4-6 |
| 1991 | Wimbledon     | Michael Stich | 4-6, 6-7 (2-7), 4-6     |
| 1995 | Wimbledon     | Pete Sampras  | 7-6, 2-6, 4-6, 2-6      |

## Palmares
| Legenda                       | Legenda               |
| ----------------------------- | --------------------- |
| Grand Slam                    |                       |
| Olympische Spelen             |                       |
| tot 2009                      | vanaf 2009            |
| Tennis Masters Cup            | ATP Finals            |
| ATP Masters Series            | ATP Tour Masters 1000 |
| ATP International Series Gold | ATP Tour 500          |
| ATP International Series      | ATP Tour 250          |

### Enkelspel
| Nr.              | Datum             | Toernooi                         | Ondergrond    | Tegenstander in finale | Score                             | Details |
| ---------------- | ----------------- | -------------------------------- | ------------- | ---------------------- | --------------------------------- | ------- |
| Gewonnen finales |                   |                                  |               |                        |                                   |         |
| 1.               | 16 juni 1985      | Queen’s Club (1)                 | Gras          | Johan Kriek            | 6-2, 6-3                          | Details |
| 2.               | 7 juli 1985       | Wimbledon (1)                    | Gras          | Kevin Curren           | 6-3, 6-7, 7-6, 6-4                | Details |
| 3.               | 25 augustus 1985  | Cincinnati                       | Hardcourt     | Mats Wilander          | 6-4, 6-2                          |         |
| 4.               | 30 maart 1986     | Chicago                          | Tapijt (i)    | Ivan Lendl             | 7-6, 6-3                          |         |
| 5.               | 6 juli 1986       | Wimbledon (2)                    | Gras          | Ivan Lendl             | 6-4, 6-3, 7-5                     | Details |
| 6.               | 17 augustus 1986  | Toronto                          | Hardcourt     | Stefan Edberg          | 6-4, 3-6, 6-3                     |         |
| 7.               | 19 oktober 1986   | Sydney Indoor                    | Hardcourt (i) | Ivan Lendl             | 3-6, 7-6, 6-2, 6-0                |         |
| 8.               | 26 oktober 1986   | Tokio Indoor (1)                 | Tapijt (i)    | Stefan Edberg          | 7-6, 6-1                          |         |
| 9.               | 2 november 1986   | Parijs (1)                       | Tapijt (i)    | Sergio Casal           | 6-4, 6-3, 7-6                     | Details |
| 10.              | 22 februari 1987  | Indian Wells (1)                 | Hardcourt     | Stefan Edberg          | 6-4, 6-4, 7-5                     | Details |
| 11.              | 5 april 1987      | Milaan (1)                       | Tapijt (i)    | Miloslav Mečíř         | 6-4, 6-3                          | Details |
| 12.              | 15 juni 1987      | Queen’s Club (2)                 | Gras          | Jimmy Connors          | 6-7, 6-3, 6-4                     | Details |
| 13.              | 6 maart 1988      | Indian Wells (2)                 | Hardcourt     | Emilio Sánchez         | 7-5, 6-4, 2-6, 6-4                | Details |
| 14.              | 2 april 1988      | Dallas WTC                       | Tapijt (i)    | Stefan Edberg          | 6-4, 1-6, 7-5, 6-2                |         |
| 15.              | 12 juni 1988      | Queen’s Club (3)                 | Gras          | Stefan Edberg          | 6-1, 3-6, 6-3                     | Details |
| 16.              | 7 augustus 1988   | Indianapolis (1)                 | Hardcourt     | John McEnroe           | 6-4, 6-2                          |         |
| 17.              | 23 oktober 1988   | Tokio Indoor (2)                 | Tapijt (i)    | John Fitzgerald        | 7-6, 6-4                          |         |
| 18.              | 6 november 1988   | Stockholm (1)                    | Hardcourt (i) | Peter Lundgren         | 6-4, 6-1, 6-1                     | Details |
| 19.              | 5 december 1988   | The Masters (1)                  | Tapijt (i)    | Ivan Lendl             | 5-7, 7-6, 3-6, 6-2, 7-6           | Details |
| 20.              | 19 februari 1989  | Milaan (2)                       | Tapijt (i)    | Alexander Wolkow       | 6-1, 6-2                          | Details |
| 21.              | 26 februari 1989  | Philadelphia                     | Tapijt (i)    | Tim Mayotte            | 7-6, 6-1, 6-3                     |         |
| 22.              | 9 juli 1989       | Wimbledon (3)                    | Gras          | Stefan Edberg          | 6-0, 7-6, 6-4                     | Details |
| 23.              | 10 september 1989 | US Open                          | Hardcourt     | Ivan Lendl             | 7-6, 1-6, 6-3, 7-6                | Details |
| 24.              | 5 november 1989   | Parijs (2)                       | Tapijt (i)    | Stefan Edberg          | 6-4, 6-3, 6-3                     | Details |
| 25.              | 18 februari 1990  | ATP Brussel (1)                  | Tapijt (i)    | Carl-Uwe Steeb         | 7-5, 6-2, 6-2                     | Details |
| 26.              | 25 februari 1990  | ATP Stuttgart Indoor (1)         | Tapijt (i)    | Ivan Lendl             | 6-2, 6-2                          | Details |
| 27.              | 19 augustus 1990  | ATP Indianapolis (2)             | Hardcourt     | Peter Lundgren         | 6-3, 6-4                          | Details |
| 28.              | 7 oktober 1990    | ATP Sydney Indoor                | Hardcourt (i) | Stefan Edberg          | 7-6, 6-4, 6-4                     | Details |
| 29.              | 28 oktober 1990   | ATP Stockholm (2)                | Tapijt (i)    | Stefan Edberg          | 6-4, 6-0, 6-3                     | Details |
| 30.              | 27 januari 1991   | Australian Open (1)              | Hardcourt     | Ivan Lendl             | 1-6, 6-4, 6-4, 6-4                | Details |
| 31.              | 27 oktober 1991   | ATP Stockholm (3)                | Tapijt (i)    | Stefan Edberg          | 3-6, 6-4, 1-6, 6-2, 6-2           | Details |
| 32.              | 16 februari 1992  | ATP Brussel (2)                  | Tapijt (i)    | Jim Courier            | 6-7, 2-6, 7-6, 7-6, 7-5           | Details |
| 33.              | 1 maart 1992      | ATP Rotterdam                    | Tapijt (i)    | Aleksandr Volkov       | 7-6, 4-6, 6-2                     | Details |
| 34.              | 4 oktober 1992    | ATP Bazel                        | Hardcourt (i) | Petr Korda             | 3-6, 6-3, 6-2, 6-4                | Details |
| 35.              | 8 november 1992   | ATP Parijs (3)                   | Tapijt (i)    | Guy Forget             | 7-6, 6-3, 3-6, 6-3                | Details |
| 36.              | 22 november 1992  | ATP Tour World Championships (2) | Tapijt (i)    | Jim Courier            | 6-4, 6-3, 7-5                     | Details |
| 37.              | 10 januari 1993   | ATP Doha                         | Hardcourt     | Goran Ivanišević       | 7-6, 4-6, 7-5                     | Details |
| 38.              | 14 februari 1993  | ATP Milaan (3)                   | Tapijt (i)    | Sergi Bruguera         | 6-3, 6-3                          | Details |
| 39.              | 13 februari 1994  | ATP Milaan (4)                   | Tapijt (i)    | Petr Korda             | 6-2, 3-6, 6-3                     | Details |
| 40.              | 7 augustus 1994   | ATP Los Angeles                  | Hardcourt     | Mark Woodforde         | 6-2, 6-2                          | Details |
| 41.              | 21 augustus 1994  | ATP New Haven                    | Hardcourt     | Marc Rosset            | 6-3, 7-5                          | Details |
| 42.              | 30 oktober 1994   | ATP Stockholm (4)                | Tapijt (i)    | Goran Ivanišević       | 4-6, 6-4, 6-3, 7-6                | Details |
| 43.              | 12 februari 1995  | ATP Marseille                    | Tapijt (i)    | Daniel Vacek           | 6-7, 6-4, 7-5                     | Details |
| 44.              | 19 november 1995  | ATP Tour World Championships (3) | Tapijt (i)    | Michael Chang          | 7-6, 6-0, 7-6                     | Details |
| 45.              | 28 januari 1996   | Australian Open (2)              | Hardcourt     | Michael Chang          | 6-2, 6-4, 2-6, 6-2                | Details |
| 46.              | 16 juni 1996      | ATP Londen (4)                   | Gras          | Stefan Edberg          | 6-4, 7-6                          | Details |
| 47.              | 13 oktober 1996   | ATP Wenen                        | Tapijt (i)    | Jan Siemerink          | 6-4, 6-7, 6-2, 6-3                | Details |
| 48.              | 27 oktober 1996   | ATP Stuttgart Indoor (2)         | Tapijt (i)    | Pete Sampras           | 3-6, 6-3, 3-6, 6-3, 6-4           | Details |
| 49.              | 8 december 1996   | Grand Slam Cup                   | Tapijt (i)    | Goran Ivanišević       | 6-3, 6-4, 6-4                     | Details |
| Verloren finales |                   |                                  |               |                        |                                   |         |
| 1.               | 11 november 1985  | Wembley                          | Tapijt (i)    | Ivan Lendl             | 6-7, 6-3, 4-6, 6-4, 6-4           | Details |
| 2.               | 13 januari 1986   | The Masters                      | Tapijt (i)    | Ivan Lendl             | 6-2, 7-6(4), 6-3                  | Details |
| 3.               | 7 april 1986      | WCT Finals                       | Tapijt (i)    | Anders Järryd          | 6-7, 6-1, 6-1, 6-4                |         |
| 4.               | 4 augustus 1986   | Stratton Mountain                | Hardcourt     | Ivan Lendl             | 6-4, 7-6                          |         |
| 5.               | 1 december 1986   | The Masters                      | Tapijt (i)    | Ivan Lendl             | 6-4, 6-4, 6-4                     | Details |
| 6.               | 17 augustus 1987  | Cincinnati                       | Hardcourt     | Stefan Edberg          | 6-4, 6-1                          |         |
| 7.               | 20 juni 1988      | Wimbledon                        | Gras          | Stefan Edberg          | 4-6, 7-6, 6-4, 6-2                | Details |
| 8.               | 24 april 1989     | ATP Monte Carlo                  | Gravel        | Alberto Mancini        | 7-5, 2-6, 7-6, 7-5                | Details |
| 9.               | 27 november 1989  | The Masters                      | Tapijt (i)    | Stefan Edberg          | 4-6, 7-6(6), 6-3, 6-1             | Details |
| 10.              | 7 mei 1990        | ATP Hamburg                      | Gravel        | Juan Aguilera          | 6-1, 6-0, 7-6                     | Details |
| 11.              | 11 juni 1990      | ATP Londen                       | Gras          | Ivan Lendl             | 6-3, 6-2                          | Details |
| 12.              | 25 juni 1990      | Wimbledon                        | Gras          | Stefan Edberg          | 6-2, 6-2, 3-6, 3-6, 6-4           | Details |
| 13.              | 8 oktober 1990    | ATP Tokyo Indoor                 | Tapijt (i)    | Ivan Lendl             | 4-6, 6-3, 7-6                     | Details |
| 14.              | 29 oktober 1990   | ATP Parijs                       | Tapijt (i)    | Stefan Edberg          | 3-3, opgave                       | Details |
| 15.              | 22 april 1991     | ATP Monte-Carlo                  | Gravel        | Sergi Bruguera         | 5-7, 6-4, 7-6, 7-6                | Details |
| 16.              | 24 juni 1991      | Wimbledon                        | Gras          | Michael Stich          | 6-4, 7-6(4), 6-4                  | Details |
| 17.              | 12 augustus 1991  | ATP Indianapolis                 | Hardcourt     | Pete Sampras           | 7-6, 3-6, 6-3                     | Details |
| 18.              | 16 augustus 1993  | ATP Indianapolis                 | Hardcourt     | Jim Courier            | 7-5, 6-3                          | Details |
| 19.              | 9 mei 1994        | ATP Rome                         | Gravel        | Pete Sampras           | 6-1, 6-2, 6-2                     | Details |
| 20.              | 3 oktober 1994    | ATP Sydney Indoor                | Hardcourt     | Richard Krajicek       | 7-6, 7-6, 2-6, 6-3                | Details |
| 21.              | 14 november 1994  | ATP Tour World Championships     | Tapijt (i)    | Pete Sampras           | 4-6, 6-3, 7-5, 6-4                | Details |
| 22.              | 13 februari 1995  | ATP Milaan                       | Tapijt (i)    | Jevgeni Kafelnikov     | 7-5, 5-7, 7-6(6)                  | Details |
| 23.              | 24 april 1995     | ATP Monte-Carlo                  | Gravel        | Thomas Muster          | 4-6, 5-7, 6-1, 7-6, 6-0           | Details |
| 24.              | 26 juni 1995      | Wimbledon                        | Gras          | Pete Sampras           | 6-7 (5), 6-2, 6-4, 6-2            | Details |
| 25.              | 30 oktober 1995   | ATP Parijs                       | Tapijt (i)    | Pete Sampras           | 7-5, 6-4, 6-4                     | Details |
| 26.              | 18 november 1996  | ATP Tour World Championships     | Tapijt (i)    | Pete Sampras           | 3-6, 7-6(5), 7-6(4), 6-7(11), 6-4 | Details |
| 27.              | 6 juli 1998       | ATP Gstaad                       | Gravel        | Àlex Corretja          | 7-6(5), 7-5, 6-3                  | Details |
| 28.              | 5 april 1999      | ATP Hongkong                     | Hardcourt     | Andre Agassi           | 6-7(4), 6-4, 6-4                  | Details |

## Prestatietabel
| Legenda | Legenda                          |
| ------- | -------------------------------- |
| g.t.    | geen toernooi gehouden           |
| l.c.    | lagere categorie                 |
| –       | niet deelgenomen                 |
| G       | uitgeschakeld in de groepsfase   |
| 1R      | uitgeschakeld in de eerste ronde |
| 2R      | uitgeschakeld in de tweede ronde |
| 3R      | uitgeschakeld in de derde ronde  |
| 4R      | uitgeschakeld in de vierde ronde |
| KF      | uitgeschakeld in de kwartfinale  |
| HF      | uitgeschakeld in de halve finale |
| F       | de finale verloren               |
| W       | het toernooi gewonnen            |
| w-v     | winst/verlies-balans             |

### Prestatietabel grand slam, enkelspel
| Toernooi            | 1984 | 1985 | 1986 | 1987 | 1988 | 1989 | 1990 | 1991 | 1992 | 1993 | 1994 | 1995 | 1996 | 1997 | 1999 | Carrière SR | Carrière w-v |
| ------------------- | ---- | ---- | ---- | ---- | ---- | ---- | ---- | ---- | ---- | ---- | ---- | ---- | ---- | ---- | ---- | ----------- | ------------ |
| Grandslamtoernooien |      |      |      |      |      |      |      |      |      |      |      |      |      |      |      |             |              |
| Australian Open     | KF   | 2R   | g.t. | 4R   | –    | 4R   | KF   | W    | 3R   | 1R   | –    | 1R   | W    | 1R   | –    | 2 / 11      | 29-9         |
| Roland Garros       | –    | 2R   | KF   | HF   | 4R   | HF   | 1R   | HF   | –    | 2R   | –    | 3R   | –    | –    | –    | 0 / 9       | 26-9         |
| Wimbledon           | 3R   | W    | W    | 2R   | F    | W    | F    | F    | KF   | HF   | HF   | F    | 3R   | KF   | 4R   | 3 / 15      | 71-12        |
| US Open             | –    | 4R   | HF   | 4R   | 2R   | W    | HF   | 3R   | 4R   | 4R   | 1R   | HF   | –    | –    | –    | 1 / 11      | 37-10        |
| Tennis Masters Cup  |      |      |      |      |      |      |      |      |      |      |      |      |      |      |      |             |              |
| Masters Cup         | –    | F    | F    | G    | W    | F    | HF   | G    | W    | –    | F    | W    | F    | –    | –    | 3 / 11      | 36-13        |

### Prestatietabel grand slam, dubbelspel
| Toernooi        | 1984 | 1985 | 1986 | 1987 | 1988 | 1989 | 1990 | 1991 | 1992 |
| --------------- | ---- | ---- | ---- | ---- | ---- | ---- | ---- | ---- | ---- |
| Australian Open | 2R   | KF   | –    | 3R   | –    | 2R   | –    | 3R   | 1R   |
| Roland Garros   | 1R   | –    | –    | –    | –    | –    | –    | –    | –    |
| Wimbledon       | 1R   | 2R   | –    | –    | –    | –    | –    | –    | –    |
| US Open         | –    | 2R   | –    | –    | –    | –    | –    | –    | –    |